# Гудима, Василий Васильевич
Василий Васильевич Гудима (1826 — 26 августа 1877) — полковник, участник подавления Венгерского и Польского восстаний, герой Крымской и Русско-турецкой войн.

## Биография
Происходил из дворян Полтавской губернии. Воспитывался в дворянском полку и по окончании службы в 19 лет был выпущен на службу в легкую 7-ю батарею третьей артиллерийской бригады. В 1849 году участвовал в подавлении Венгерского восстания 1848—1849 годов. В 1854 году в числе первых перешел Дунай, под командованием генерал-лейтенанта А. К. Ушакова и затем отличился при Тульче, Исакче и других сражениях. В 1855 году он прославился под Севастополем, в котором он находился почти десять месяцев. В 1863 году находясь в пределах Варшавского военного округа, усмирял польских мятежников. В 1877 году участвовал в русско-турецкой войне, командовал 1-й батареей 30-й артиллерийской бригады. Убит в сражении под Плевной ядром в живот навылет.